# Socialismo real
El socialismo real, también conocido como socialismo realmente existente o socialismo desarrollado, fue un término usado, durante el gobierno de Leonid Brézhnev, (1964-1982) en la Unión Soviética y en los países del Bloque del Este.
El término se refería a la planificación económica de tipo soviético implementada a partir de la década de 1960 por los países del Bloque del Este como Polonia, Alemania Oriental, Hungría, Checoslovaquia y Yugoslavia comenzaron a argumentar que sus políticas representaban lo que era realistamente factible dado su nivel de productividad. El concepto de socialismo real aludía a un sistema socialista altamente desarrollado en el futuro. Las pretensiones reales del partido sobre el nombre de socialismo comenzaron a adquirir significados no sólo negativos, sino también sarcásticos. En años posteriores, y especialmente después de la disolución de la Unión Soviética, el término comenzó a ser recordado como una sola cosa, es decir, como una referencia para el socialismo de estilo soviético. 

Después de la Segunda Guerra Mundial, los términos "socialismo real" o "socialismo realmente existente" se convirtieron gradualmente en los eufemismos predominantes utilizados como autodescripción de los sistemas políticos y económicos de los estados del Bloque del Este y sus modelos de sociedad. De jure, a menudo denominados "repúblicas populares (democráticas)", estos estados estaban gobernados por un partido comunista, algunos de los cuales estaban gobernados de forma autocrática y habían adaptado una forma de economía planificada y propagado el socialismo y/o el comunismo como su ideología. Como dijo el activista del Partido Comunista Irwin Silber en 1994:
El término "socialismo realmente existente" no es (a pesar de las comillas) un sarcasmo; de hecho, aunque obviamente contiene una ironía implícita, la frase misma fue acuñada por marxistas-leninistas soviéticos y fue ampliamente utilizada por el Partido Comunista de la Unión Soviética (PCUS) y sus partidarios en polémicas con quienes postulaban un modelo de socialismo significativamente diferente del sistema desarrollado en la Unión Soviética. Su punto era que varias alternativas al modelo derivado de la Unión Soviética existían solo en la mente de sus defensores, mientras que el "socialismo real" existía en el mundo real.
El término también fue adoptado por algunos disidentes, como Rudolf Bahro, que lo utilizó de una manera más crítica.

## El papel de la escisión chino-soviética
Otro aspecto del término socialismo real se relacionaba con la división chino-soviética y otros desacuerdos ideológicos entre la Unión Soviética y sus estados satélites, por un lado, y la República Popular China y los seguidores de una ideología comunista más maoísta, por el otro. El movimiento comunista de inspiración china, que había crecido tan rápidamente en todo el mundo como una alternativa de "izquierda radical" a las ideas soviéticas, había afirmado que la Unión Soviética ya no era socialista y había traicionado a la revolución. Para contrarrestar esta afirmación del revisionismo marxista, los soviéticos llamaron a su versión "socialismo real", lo que implica que otros modelos de socialismo no eran realistas.

## Cultura popular soviética
El término también se utilizó en una crítica irónica. La "realidad" del "socialismo real" fue utilizada en su contra. En particular, el término se convirtió en el blanco de numerosas bromas políticas en la Unión Soviética, siendo los siguientes ejemplos típicos.  "¿Conoces la frontera entre el socialismo real y el comunismo?" – "La frontera corre a lo largo del muro del Kremlin" [sugiriendo que solo los gobernantes de la Unión Soviética viven en el brillante futuro comunista prometido por Karl Marx].
"¿Qué es el socialismo real?" - "Es cuando todavía no se puede conseguir todo sin dinero, pero ya no se puede comprar nada con el dinero" [refiriéndose a las largas colas y a la frecuente escasez de bienes de consumo en las tiendas soviéticas].
A Radio Armenia se le preguntó: "¿Es posible construir un socialismo real en Armenia?" Radio Armenia responde: "Sí, pero sería mejor hacerlo en Georgia".

## En Occidente
El término "socialismo realmente existente" fue utilizado a menudo por los comunistas ortodoxos en Occidente para atacar a sus oponentes externos (típicamente trotskistas) o a sus críticos internos (típicamente eurocomunistas). El logro del socialismo "real" se utiliza como contrapunto a las críticas de estos grupos a la represión dentro de los "países socialistas".